# Trzebinia
Trzebinia è un comune urbano-rurale polacco del distretto di Chrzanów, nel voivodato della Piccola Polonia.
Ricopre una superficie di 105,22 km² e nel 2007 contava 34 036 abitanti.

## Geografia fisica
Si trova nel voivodato della Piccola Polonia dal 1999, mentre dal 1975 al 1998 è appartenuta al voivodato di Katowice. La città di Jaworzno è bagnata dal fiume Kozi Bród. Le frazioni del comune di Trzebinia sono: Bolęcin, Czyżówka, Dulowa, Karniowice, Lgota, Młoszowa, Myślachowice, Piła Kościelecka, Płoki e Psary.

## Storia
Trzebinia è stata la sede di uno dei 45 sottocampi del campo di concentramento di Auschwitz.